# Équipe d'Algérie de Coupe Davis
L'équipe d'Algérie de Coupe Davis représente l'Algérie à la Coupe Davis. Elle est placée sous l'égide de la Fédération algérienne de tennis.

## Historique
Créée en 1977, l'équipe d'Algérie de Coupe Davis n'a jamais évolué dans une division plus élevée que le groupe II de la zone Europe-Afrique.

## Joueurs de l'équipe
| Nom                   | 1re sélection | Total Gagnés-Perdus | Simple G-P | Double G-P | Rencontres jouées | Années actives |
| Abbes, Nacir          | 1998          | 0-1                 | 0-0        | 0-1        | 1                 | 1              |
| Akili, Sid Ali        | 2011          | 4-1                 | 4-1        | 0-0        | 5                 | 1              |
| Akkal, Sid-Ali        | 1998          | 5-8                 | 1-3        | 4-5        | 11                | 4              |
| Amier, Yassine        | 1979          | 0-15                | 0-10       | 0-5        | 6                 | 6              |
| Chala, Eddy           | 2009          | 1-1                 | 1-1        | 0-0        | 1                 | 1              |
| Hakimi, Noujeim       | 1993          | 11-15               | 0-6        | 11-9       | 20                | 6              |
| Hameurlaine, Abdelhak | 1990          | 43-38               | 35-20      | 8-18       | 55                | 20             |
| Hared, Ouassel        | 1995          | 5-6                 | 4-6        | 1-0        | 9                 | 4              |
| Mahmoudi, Noureddine  | 1993          | 32-12               | 16-6       | 16-6       | 35                | 9              |
| Rahmine, Valentin     | 2009          | 0-3                 | 0-2        | 0-1        | 1                 | 1              |
| Saoudi, Slimane       | 2005          | 11-18               | 6-12       | 5-6        | 12                | 6              |